# フェニキアの女たち
『フェニキアの女たち』（希: Φοίνισσαι, Phoinissai, ポイニッサイ、羅: Phoenissae）は、古代ギリシアのエウリピデスによるギリシア悲劇の1つ。
オイディプス絡みのいわゆる「テーバイ攻め」を題材としている。題名の「フェニキアの女たち」とは、作中のコロス（合唱隊）がフェニキア（ポイニーケー）の女たちによって構成されているからであるが、これは作中歌に登場するテーバイの創建者カドモスが、フェニキアの最大都市であるティルス出身であったことにちなむ。
紀元前409年の大ディオニューシア祭で上演されたと推定される。

## 日本語訳
- 『ギリシア悲劇全集 第4巻 エウリピデス篇Ⅱ』  大竹敏雄訳、人文書院、1960年
- 『世界古典文学全集9　エウリピデス』 岡道男訳、筑摩書房、1965年
  - 新版『ギリシア悲劇Ⅳ エウリピデス（下）』 ちくま文庫、1986年
- 『ギリシャ悲劇全集Ⅳ エウリーピデース編〔Ⅱ〕』 内山敬二郎訳、鼎出版会、1978年
- 『ギリシア悲劇全集8　エウリーピデースⅣ』 -「ポイニッサイ」安西真訳、岩波書店、1991年
- 『エウリピデス 悲劇全集 4』 丹下和彦訳、京都大学学術出版会〈西洋古典叢書〉、2015年